# Rafle de Saint-Mandé
La rafle de Saint-Mandé prend place le samedi 22 juillet 1944 au no 5 de la rue Grandville  à Saint-Mandé (Val-de-Marne), dans un centre de l'UGIF, 
pour enfants. Ces derniers sont déportés par le Convoi no 77, en date du 31 juillet 1944, le dernier grand convoi au départ de la gare de Bobigny, de Drancy vers Auschwitz. 
Une photographie des fillettes posant dans leur centre, en tablier et étoile jaune, "a été très largement utilisée dans les publications, expositions, tant en France qu’à l’étranger. Elle focalise non seulement le processus d’extermination nazi des populations juives dans la France de Vichy, mais symbolise, plus largement, pour certaines publications, la Shoah, le génocide des Juifs en Europe durant la Seconde Guerre mondiale."

## La Rafle

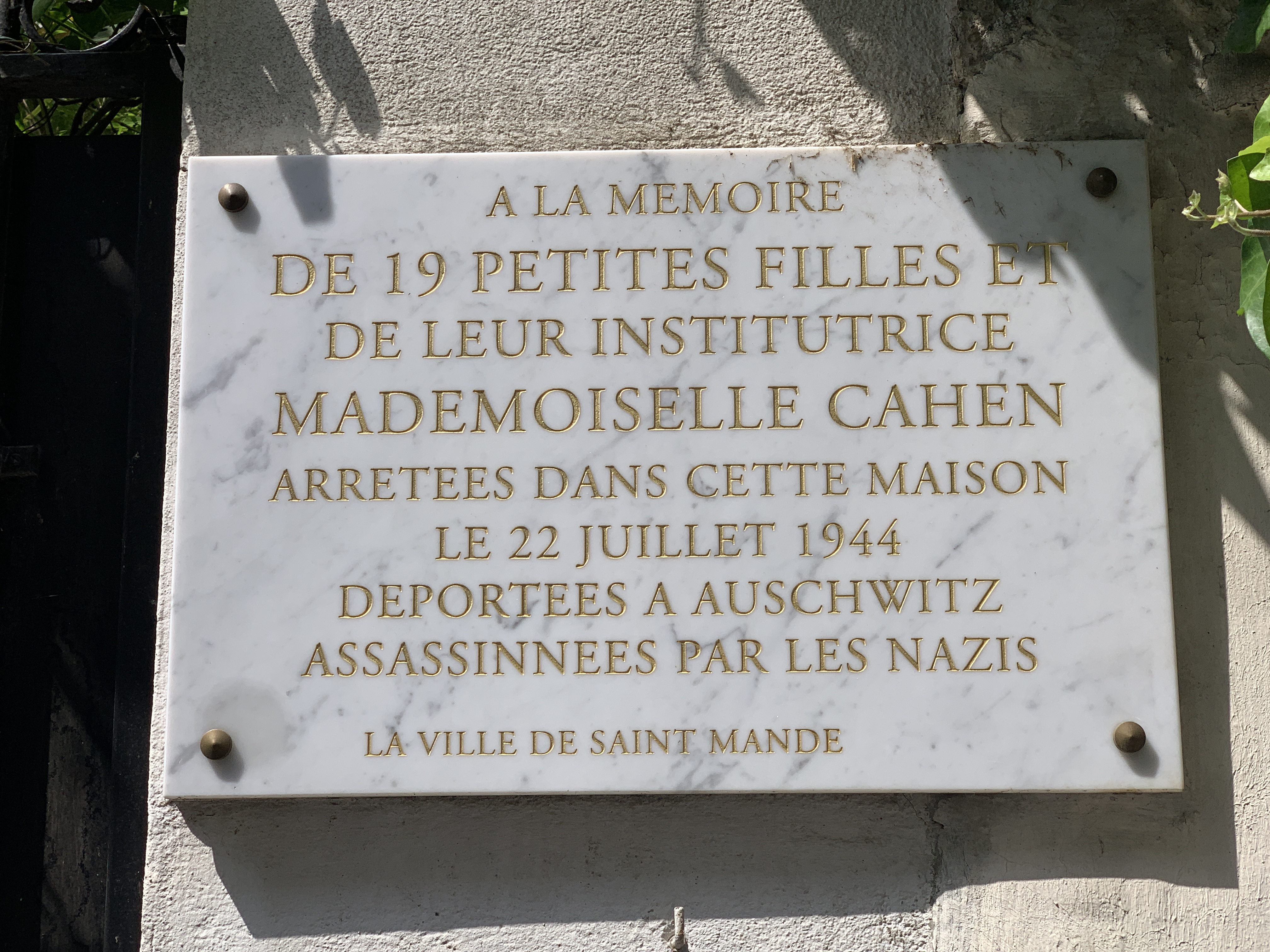
Plaque en mémoire de 19 petites filles et de Thérèse Cahen, victimes de la rafle.

Dans la nuit du 21 au 22 juillet 1944 a lieu une grande rafle des maisons d'enfants de l'UGIF dans la région parisienne. 242 enfants et 33 adultes sont arrêtés et transférés à Drancy déportés par le convoi no 77, en date du 31 juillet 1944, le dernier grand convoi au départ de la gare de Bobigny, de Drancy vers Auschwitz,.
En 1999, Alois Brunner, le commandant du camp de Drancy, est tenu par contumace responsable de cette rafle et de crime contre l'humanité.

## Déportés
Les noms des déportés (enfants et adultes) par le Convoi No. 77 de Drancy vers Auschwitz sont par ordre alphabétique,:

### Enfants
- Rachel Eisenberg (12 ans)

Elle est née le 19 novembre 1931 à Metz. Son père, Aser Eisenberg (43 ans), est né le 1er janvier 1899 à Żmigród, en Pologne. Il est déporté par le Convoi No. 40, en date du 4 novembre 1942, de Drancy vers Auschwitz, tout comme ses frères, Leizer Eisenberg (16 ans), né le 16 juillet 1926 à Żmigród, en Pologne et Simon Eisenberg (18 ans), né le 2 septembre 1924 à Żmigród, en Pologne. Sa mère, Tauba Eisenberg (née Gross) (41 ans), est née le 2 janvier 1902 à Żmigród, en Pologne. Elle est déportée par le Convoi No. 47, en date du 11 février 1943, de Drancy vers Auschwitz. Leur dernière adresse est à Saint-Michel-Léparon (Dordogne).
- Ida Fischer (12 ans)

Elle est née le 25 novembre 1931 à Nancy (Meurthe-et-Moselle). Son père, Jacob Fischer (40 ans), est né le 15 septembre 1902 à Grabów, en Pologne. Sa mère, Fajga Fischer (née Lewkowitz) (36 ans), est née à Tomaszów Mazowiecki, en Pologne. Ils sont déportés par le Convoi No. 42, en date du 6 novembre 1942, de Drancy vers Auschwitz. Son frère, Schlama Fischer (16 ans), né le 26 janvier 1928 à Nancy est arrêté lors de la Rafle de l'UGIF/École du Travail, et aussi déporté par le Convoi No. 77. Leur dernière adresse est au 29 rue Notre-Dame à Nancy (Meurthe-et-Moselle)
- Léa Grycman (12 ans)

Elle est née le 20 septembre 1931 dans le 12e arrondissement de Paris. Elle est la sœur de Nanette Grycman (10 ans). Sa mère, Brendla Grycman (née Minc) (34 ans), est née le 3 juin 1908 à Pińczów, en Pologne. Elle est déportée par le Convoi No. 6, en date du 17 juillet 1942, de Pithiviers vers Auschwitz. Leur dernière adresse est à Savigny-sur-Braye (Loir-et-Cher).
- Nanette Grycman (10 ans)

Elle est née le 17 août 1933 dans le 12e arrondissement de Paris. Elle est la sœur de Léa Grycman (12 ans). Sa mère, Brendla Grycman (née Minc) (34 ans), est née le 3 juin 1908 à Pińczów, en Pologne. Elle est déportée par le Convoi No. 6, en date du 17 juillet 1942, de Pithiviers vers Auschwitz. Leur dernière adresse est à Savigny-sur-Braye (Loir-et-Cher).
- Renée Kane (12 ans)

Elle est née le 20 mars 1932 à Dambach-la-Ville (Bas-Rhin). Son père, Abram Kane (39 ans), né le 25 janvier 1903 à Ozorków (Pologne), est déporté par le Convoi No. 12, en date du 29 juillet 1942 du Camp de Drancy vers Auschwitz. Sa mère, Golda Kane (née Szapszowicz) (35 ans), née le 9 décembre 1906 à Varsovie, en Pologne, est déportée par le Convoi No. 26, en date du 31 août 1942, de Drancy vers Auschwitz. Ses frères, André Kane (4 ans), né le 25 octobre 1939 à Saint Quentin (Aisne), arrêté lors de la Rafle de La Varenne-Saint-Hilaire, est déporté par le Convoi No. 77 et Leib Kane (13 ans), né le 9 février 1929 à Łódź, en Pologne, est déporté par le Convoi No. 40, en date du 4 novembre 1942, Drancy vers Auschwitz. Leur dernière adresse est au 40 rue des Glatiniers à Saint Quentin (Aisne).
- Marie Krajzelman (8 ans)

Elle est née le 14 août 1935 dans le 12e arrondissement de Paris. Son père, David Krajzelman (43 ans), est né le 12 mai 1899 à Siedlce, en Pologne. Il est déporté par le Convoi No. 1, en date du 27 mars 1942, de Drancy/Compiègne vers Auschwitz. Sa mère, Ida Krajzelman (née Machina) (43 ans), est née le 27 février 1902 à Varsovie en Pologne. Elle est déportée par le Convoi No. 26, en date du 31 août 1942, de Drancy vers Auschwitz. Son frère, Marcel Krajzelman (15 ans), né le 21 avril 1929 à Varsovie, en Pologne, est arrêté lors de la Rafle de l'avenue Secrétan et déporté par le Convoi No. 77. Un autre membre de la famille, Slama Krajzelman (43 ans), né le 10 mai 1899 à Siedlce,en Pologne, est déporté par le Convoi No. 1. Leur dernière adresse est au 17 rue Basfroi dans le 11e arrondissement de Paris.
- Florette Krimolowski (12 ans)

Elle est née le 14 octobre 1931 dans le 12e arrondissement de Paris. Elle est la sœur de Rosette Krimolowski (13 ans). Son père, Maurice Krimolowski (42 ans), né le 13 juillet 1900 à Łask, en Pologne et sa mère, Tema Krimolowski (née Feldmann) (36 ans), née le 14 juin 1906 à Varsovie en Pologne, sont déportés par le Convoi No. 33, en date du 16 septembre 1942, de Drancy vers Auschwitz. D'autres membres de la famille sont déportés: Estera Krimolowski (née Sendyk) (49 ans), née le 1er janvier 1892 à Varsovie en Pologne et Joseph Krimolowski (16 ans), né le 30 septembre 1926 dans le 12e arrondissement de Paris, par le Convoi No. 46, en date du 9 février 1943, de Drancy vers Auschwitz, Kelman Krimolowski (49 ans), né le 1er avril 1893 à Varsovie en Pologne, déporté par le Convoi No. 22, en date du 6 novembre 1942, de Drancy vers Auschwitz. Leur dernière adresse est au 5-7 rue Corbeau dans le 10e arrondissement de Paris.
- Rosette Krimolowski (13 ans)

Elle est née le 3 septembre 1930 dans le 19e arrondissement de Paris. Elle est la sœur de Florette Krimolowski (12 ans). Son père, Maurice Krimolowski (42 ans), né le 13 juillet 1900 à Łask, en Pologne  et sa mère, Tema Krimolowski (née Feldmann) (36 ans), née le 14 juin 1906 à Varsovie en Pologne, sont déportés par le Convoi No. 33, en date du 16 septembre 1942, de Drancy vers Auschwitz. D'autres membres de la famille sont déportés: Estera Krimolowski (née Sendyk) (49 ans), née le 1er janvier 1892 à Varsovie en Pologne et Joseph Krimolowski (16 ans), né le 30 septembre 1926 dans le 12e arrondissement de Paris, par le Convoi No. 46, en date du 9 février 1943, de Drancy vers Auschwitz, Kelman Krimolowski (49 ans), né le 1er avril 1893 à Varsovie en Pologne, déporté par le Convoi No. 22, en date du 6 novembre 1942, de Drancy vers Auschwitz. Leur dernière adresse est au 5-7 rue Corbeau dans le 10e arrondissement de Paris.
- Denise Lemel (10 ans)

Elle est née le 12 décembre 1933 dans le 12e arrondissement de Paris. Elle est la sœur de Rachel Lemel (12 ans). Leur dernière adresse est au 12 passage Ronce dans le 20e arrondissement de Paris. Le passage Ronce est visible dans le film Le Ballon rouge d'Albert Lamorisse (1956). Disparu, il se trouvait à l'endroit de l'actuel parc de Belleville.
- Rachel Lemel (12 ans)

Elle est née le 28 septembre 1931 dans le 12e arrondissement de Paris. Elle est la sœur de Denise Lemel (10 ans). Leur dernière adresse est au 12 passage Ronce dans le 20e arrondissement de Paris. Le passage Ronce est visible dans le film Le Ballon rouge d'Albert Lamorisse (1956). Disparu, il se trouvait à l'endroit de l'actuel parc de Belleville.
- Maurice Libermann (8 ans)

Il est né le 27 mars 1936 dans le 10e arrondissement de Paris. Il est le frère de Adolphe Libermann (8 ans), né le 30 avril 1936 à Paris, arrêté dans la Rafle de l'avenue Secrétan et déporté par le même Convoi No. 77. Leur dernière adresse est au 13 rue Jean-Jacques Rousseau à Montreuil (Seine-Saint-Denis).
- Henriette Magalnik (17 ans)

Elle est née le 14 juillet 1927 dans le 12e arrondissement de Paris. Sa mère, Golda Magalnik (née Vaser) (30 ans), née le 1er janvier 1912 à Focșani, en Roumanie, est déportée par le Convoi No. 45, en date du 11 novembre 1942, de Drancy vers Auschwitz. Leur dernière adresse est au 72 rue des Gravilliers dans le 3e arrondissement de Paris.
- Louisette Richter (7 ans)

Elle est née le 26 août 1936 dans le 10e arrondissement de Paris. Sa dernière adresse est au 43 Rue de l'Orillon dans le 11e arrondissement de Paris.
- Paulette Wietrzniak (12 ans)

Elle est née le 13 septembre 1931 à Metz. Elle est la sœur de Régine Wietrzniak (11 ans). Son père, Szmul Wietrzniak (39 ans), né le 23 septembre 1903 à Chmielnik, en Pologne et sa mère, Ruchla Wietrzniak (née Katryniarz) (36 ans), née le 15 juillet 1906, à Chmielnik, en Pologne, sont déportés par le Convoi No. 40, en date du 4 novembre 1942, de Drancy vers Auschwitz. Leur dernière adresse est à Saint-Michel-de-Rivière (Dordogne).
- Régine Wietrzniak (11 ans)

Elle est née le 16 mai 1933 à Metz. Elle est la sœur de Paulette Wietrzniak (12 ans). Son père, Szmul Wietrzniak (39 ans), né le 23 septembre 1903 à Chmielnik, en Pologne et sa mère, Ruchla Wietrzniak (née Katryniarz) (36 ans), née le 15 juillet 1906, à Chmielnik, en Pologne, sont déportés par le Convoi No. 40, en date du 4 novembre 1942, de Drancy vers Auschwitz. Leur dernière adresse est à Saint-Michel-de-Rivière (Dordogne).

### Adultes
- Thérèse Cahen (47 ans)

Elle est née le 7 janvier 1897 à Paris. Sa dernière adresse est au 5 rue Granville à Saint-Mandé
- Max Lévy (31 ans)

Il est né le 5 juin 1913 à Lyon (Rhône). Sa dernière adresse est au 95 rue de Sèze à Lyon (Rhône).
- Pierre Lévy (21 ans)

Il est né le 19 juillet 1923 à Paris. Sa dernière adresse est au 25 rue Hénon à Lyon (Rhône).
- Violette Lévy (née Lévy) (43 ans)

Elle est née le 11 octobre 1901 à Strasbourg (Bas-Rhin). Son mari, Robert Lévy (50 ans), né le 16 décembre 1894 à Strasbourg et son parent Raphael Lévy (76 ans), né le 28 mai 1868 à Haguenau (Bas-Rhin), sont aussi déportés par le même Convoi No. 77. Leur dernière adresse est au 132 rue de Sèze à Lyon (Rhône).
- Berthe Libers (38 ans)

Elle est née le 28 juin 1906 à Paris. Sa sœur, Fanny Libers (25 ans), née le 11 septembre 1918 à Paris, est déportée par le même Convoi No. 77. Leur dernière adresse est au 3 rue Keller dans le 11e arrondissement de Paris.